# وقتی که مهره پیاده…
وقتی که مهره پیاده… (به انگلیسی: When the Pawn...) دومین آلبوم استودیویی از خواننده-ترانه‌پرداز آمریکایی فیونا اپل می‌باشد که در ۹ نوامبر سال ۱۹۹۹ از سوی اپیک رکوردز منتشر گردید. فیونا اپل وقتی که مهره پیاده… را تماماً خود نوشته و تهیه‌کنندگی برعهده جان براین بوده‌است